# Maximin de Ribeaupierre
Maximin de Ribeaupierre, né vers 1383 et mort en 1456 à Ribeauvillé, est un seigneur de Ribeaupierre et landvogt en Alsace pour la maison d’Autriche.

## Biographie
Maximin naît vers 1383 dans la puissante famille de Ribeaupierre, ses parents étant Brunon de Ribeaupierre et sa seconde épouse Agnès de Grandson. Il n’a qu’environ quinze ans à la mort de son père en 1398, qui laisse derrière lui d’immenses dettes, l’obligeant à se défaire de Guémar. Par ailleurs, bien qu’il parvienne à récupérer la moitié de la seigneurie d’Échery en 1399, Léopold IV de Habsbourg arbitre en sa défaveur le conflit qui l’oppose à Jean de Lupfen, qui revendique certaines de ses terres du fait de son mariage avec la défunte Herzlaude de Ribeaupierre. Maximin perd ainsi la précieuse seigneurie du Hohnack et le gage qu’il possédait sur le Hohlandsbourg.
En 1403, il se joint à une ligue assemblée contre Bernard Ier de Bade, propriétaire de Guémar, dans l’espoir de récupérer son bien, mais n’en obtient finalement qu’un quart. Il se rapproche alors des Habsbourg, auxquels il prête allégeance pour certaines de ses terres, ce qui lui permet de devenir landvogt de Haute-Alsace en mai 1406. Toutefois, en décembre 1407, sa gestion est contestée auprès de Catherine de Bourgogne, qui avait reçu ce territoire en dot, ce qui mène à un procès. Maximin parvient à se sortir de cette situation en concluant un accord avec Catherine de Bourgogne. Il devient un fervent soutien de celle-ci dans les années suivantes, notamment après la mort de son époux Léopold IV en 1411, et semble l’avoir épousé par la suite.
En 1419, Maximin doit partager la seigneurie avec son frère Ulrichl, puis participe à la croisade contre les hussites de 1421. Il cherche également toujours à récupérer Guémar : il participe ainsi à une autre ligue contre Bernard Ier de Bade puis contre le duc de Lorraine, qui en possède la moitié, entre 1424 et 1429. Un temps en froid avec le duc d’Autriche Frédéric IV, du fait de son soutien à Catherine de Bourgogne, il se rapproche de celui-ci à partir de 1430, ce qui lui permet de redevenir landvogt à partir de 1432.
Au cours des années suivantes il parvient progressivement à récupérer les terres perdues et à renforcer la position de la famille dans la région. La mort de son frère Ulrich sans hériter en 1431 lui permet de réunifier les possessions familiales et celle du fils de Jean de Lupfen ouvre la voie à la récupération de la seigneurie du Hohnack en 1436-1438. Dans la partie sud de ses terres, il parvient à arrêter définitivement la progression des Hattstatt vers le nord entre 1434 et 1441, notamment par l’acquisition du château du Pflixbourg auprès du chancelier Caspar Schlick. Il se remarie également à Elsa Wetzel, qui est issue de la petite noblesse, mais lui permet d’avoir plusieurs héritiers, l’union avec Catherine de Bourgogne ayant été infructueuse. Son prestige est au plus à partir du milieu des années 1430. Il est nommé en 1435 protecteur du concile de Bâle et assure de nombreuses missions diplomatiques pour les Habsbourg.
Il meurt à Ribeauvillé en 1456 et est enterré dans l’église de l’hôpital.